# Клубы службы независимости
Клубы службы независимости (пол. Kluby Służby Niepodległości; KSN) — польская организация политической оппозиции, созданная в сентябре 1981 года правыми активистами Солидарности. Задумывались как структура, консолидирующая национал-католическое крыло протестного движения ПНР. Просуществовали на уровне инициативной группы около двух с половиной месяцев, до введения военного положения. Сформулировали ряд идеологических установок для правых политических сил современной Польши.

## Выдвижение инициативы
23 сентября 1981, на съезде профобъединения Солидарность, профессор Эдвард Липиньский объявил о прекращении деятельности Комитета защиты рабочих (КОР). Решение мотивировалось тем, что «работу КОР продолжают более мощные силы» в лице многомиллионного профсоюза.
КОС-КОР являлся своего рода «политическим мотором» «Солидарности». Программа и повестка дня профсоюза во многом формулировлась на основе правозащитных, лево-либеральных и демосоциалистических установок Комитета. Формальное самоупразднение открывало организационную нишу для политизированных профсоюзных активистов.
Инициатором создания новой организации выступил католический активист Войцех Зембиньский. В сентябре 1976 он участвовал в создании КОР, но вскоре перешёл в более правое Движение защиты прав человека и гражданина (ROPCiO), созданное националистом Лешеком Мочульским. Зембиньский и его единомышленники ожидали скорого ужесточения режима ПНР (как вскоре оказалось, вполне основательно) и считали нужным заблаговременное создание сетевой структуры, которая возьмёт на себя координацию будущего подполья. Организация получила название Kluby Służby Niepodległości — Клубы службы независимости.

## Правая «Солидарность»
Учредительное заявление Зембиньский сделал 27 сентября 1981 на гданьском стадионе Оливия. Его поддержали Ярослав Качиньский, Бронислав Коморовский, Александр Халль, Мариан Пилка, Томаш Волек и ряд других деятелей консервативно-католического и праволиберального направления. Из профсоюзных руководителей к инициативе присоединились Северин Яворский (Мазовецкий профцентр) и Ян Рейчак (Радомский профцентр).
Преобладающее большинство были членами ROPCiO и радикально антикоммунистического национал-католического Движения молодой Польши. Многие ориентировались на Конфедерацию независимой Польши. Они продолжали традиции правого антикоммунистического сопротивления конца 1940-х — начала 1950-х и весьма сдержанно, а иногда прямо негативно относились к левым диссидентам-марксистам типа Яцека Куроня и Адама Михника (их воспринимали как «неисправимо красных»).
Создание KSN вызвало определённое беспокойство в левом крыле «Солидарности». В конце ноября — начале декабря Куронь и Михник пр поддержке Збигнева Буяка (Мазовецкий профцентр) со своей стороны учредили Kluby Rzeczpospolitej Samorządnej — Wolność, Sprawiedliwość, Niepodległość — Клубы Самоуправляемой Речи Посполитой — Свобода, Справедливость, Независимость.

## Продолжение в политике
Введение военного положения прервало развитие KSN. Ряд активистов был интернирован, Зембиньский несколько месяцев скрывался в подполье, весной 1982 был арестован. Освободившись через несколько месяцев, основал небольшую организацию Конгресс солидарности нации.
В конце 1980-х годов была предпринята попытка воссоздания Клубов службы независимости. Организационно она потерпела неудачу. Однако идеологические тезисы KSN были воспринято формирующими правыми силами Польши.
После смены общественно-политической системы, в Третьей Речи Посполитой, многие активисты Клубов стали крупными политиками правого направления. Зембиньский играл видную роль в Движении польской реконструкции Яна Ольшевского. Ярослав Качиньский стал основателем и лидером консервативной партии Право и справедливость, в 2006—2007 возглавлял правительство. Бронислав Коморовский является президентом Польши.
Интересно, что соратники по KSN Качиньский и Коморовский в настоящее время олицетворяют противостоящие тенденции — консервативную и либеральную.